# Hinokitiol
Hinokitiol (β-thujaplicin) je přírodní monoterpenoid, který se nachází ve stromech čeledi cypřišovitých (Cupressaceae). Jedná se o derivát tropolonu a o jeden z thujaplicinů. Hinokitiol je pro jeho široké spektrum protivirových, antimikrobiálních a protizánětlivých účinků široce využíván v přípravcích pro ústní hygienu a v léčebných prostředcích. Hinokitiol je iont zinku a železa a je také schválenou potravinářskou přídatnou látkou.
Jméno Hinokitiol je odvozeno od tchajwanských stromů hinoki, v nichž byla tato látka v roce 1936 poprvé izolována. V japonských hinoki téměř chybí, ve vysokých koncentracích (asi 0,04 % hmoty jádrového dřeva) je však obsažen v jalovci cedrovitém (Juniperus cedrus), ve dřevě stromů hiba neboli zeravince japonského (Thujopsis dolabrata) a také zeravu obrovského (Thuja plicata). Z cedrového dřeva může být snadno extrahován s pomocí rozpouštědla a ultrasonikace.
Hinokitiol je svou strukturou příbuzný tropolonu, kterému chybí isopropylový substituent. Tropolony jsou dobře známými chelatačními činidly.

## Antimikrobiální aktivita
Hinokitiol má širokou škálu biologických účinků, z nichž mnohé byly prozkoumány a popsány v literatuře. Hlavní a nejznámější je silná jeho antimikrobiální aktivita proti mnoha bakteriím a plísním, nehledě na jejich rezistenci na antibiotika. Konkrétně se ukázalo, že hinokitiol je účinný proti bakteriím Streptococcus pneumoniae, Streptococcus mutans a Staphylococcus aureus, běžným lidským patogenům. Kromě toho bylo také prokázáno, že hinokitiol má inhibiční účinky na bakterie Chlamydia trachomatis a může být klinicky užitečný jako topický lék.

### Antivirová aktivita
Novější studie prokázaly, že hinokitiol má také antivirové účinky, když se používá v kombinaci se sloučeninou zinku, a to proti několika lidským virům včetně rhinoviru, Coxsackie viru a mengoviru. Léčba virových infekcí je příslibem velkého přínosu pro světovou ekonomiku a musí být velmi důležitá pro globální instituce, jako je Světová zdravotnická organizace (WHO). Narušením metabolismu polyproteinů virů inhibuje hinokitiol reprodukci virů - tato schopnost je však závislá na dostupnosti iontů dvojmocných kovů, protože hinokitiol je jejich chelátorem. Jak je diskutováno níže, hinokitiol má tyto schopnosti v kombinaci se zinkem.

## Další účinky
Kromě širokého spektra antimikrobiální aktivity má hinokitiol také protizánětlivé a protinádorové účinky, které jsou popsány v řadě buněčných studií in vitro a studií na zvířatech in vivo. Hinokitiol inhibuje klíčové zánětlivé markery a procesy, jako je TNF-a a NF-kB, a zkoumá se i jeho potenciál v léčbě chronických zánětlivých nebo autoimunitních stavů. Bylo zjištěno, že hinokitiol vykazuje cytotoxicitu na několik významných linií rakovinových buněk indukcí autofagických procesů.

### Výzkum koronaviru
Potenciální antivirové účinky hinokitiolu vycházejí z jeho role coby ionoforu zinku. Hinokitiol zajišťuje do buněk přísun iontů zinku, které inhibují replikační aparát RNA virů a tím inhibují replikaci viru. Mezi tyto RNA viry patří jmenovitě například lidský chřipkový virus a SARS. Ionty zinku byly schopny významně inhibovat replikaci viru v buňkách a ukázalo se, že účinek závisí na přísunu zinku. Tato studie byla provedena s ionoforem zinku pyrithionem , který funguje velmi podobně jako hinokitiol. V buněčných kulturách hinokitiol inhibuje množení lidského rhinoviru, Coxsackie viru a mengoviru. Hinokitiol inhibuje replikaci pikornavirů narušováním virového metabolismu polyproteinů. Hinokitiol replikaci pikornavirů inhibuje narušením metabolismu virového polyproteinu a antivirová aktivita hinokitiolu přímo závisí na dostupnosti iontů zinku.

### Ionofor železa
Bylo prokázáno, že hinokitiol obnovuje produkci hemoglobinu u hlodavců. Hinokitiol působí jako ionofor železa pro přísun železa do buněk, čímž se zvyšuje nitrobuněčná hladina železa. Přibližně 70 % železa je u lidí obsaženo v červených krvinkách, a to konkrétně v hemoglobinovém proteinu. Železo je nezbytné téměř pro všechny živé organismy a je nezbytným prvkem několika anatomických funkcí, jako jsou systém přenosu kyslíku, syntéza kyseliny deoxyribonukleové (DNA) a transport elektronů a nedostatek železa může vést k poruchám krve, jako je anémie, které mohou mít rozhodující negativní dopad na fyzický i duševní výkon.

## Synergismus zinku
Hinokitiol je ionoforem zinku a předpokládá se, že tato schopnost inhibuje replikaci viru. Stručně řečeno, jako zinkový ionofor napomáhá hinokitiol transportu molekul do buněk přes plazmatickou membránu nebo intracelulární membránu, čímž zvyšuje intracelulární koncentraci určitých molekul (např. zinku). Proto lze k využití antivirových vlastností zinku v kombinaci s hinokitiolem zvýšit přísun zinku.

### Výzkum rakoviny
Výzkum prováděný na buněčných kulturách a na zvířatech prokázal, že hinokitiol inhibuje metatezi a má antiproliferativní účinky na rakovinné buňky.

#### Nedostatek zinku
V některých rakovinných buňkách byl prokázán nedostatek zinku a obnova optimálních nitrobuněčných hladin zinku může vést k potlačení růstu nádorů. Hinokitiol je prokázaným ionoforem zinku, v současné době je však třeba provést další výzkumy k určení efektivní koncentrace dodávaného hinokitiolu a zinku.
- „Účinky dietárně přijímaného zinku na růst melanomu a experimentální metastázy ...“[27]
- „Nedostatek dietárně přijímaného zinku podporuje vývoj rakoviny jícnu vyvoláním charakteristického zánětu ...“[28]
- „Souvislost mezi hladinou zinku v séru a rakovinou plic: metaanalýza observačních studií ...“[29]
- “Pokrok ve výzkumu vztahu mezi nedostatkem zinku, souvisejícími microRNA a karcinomem jícnu ...”[30]

## Produkty obsahující hinokitiol

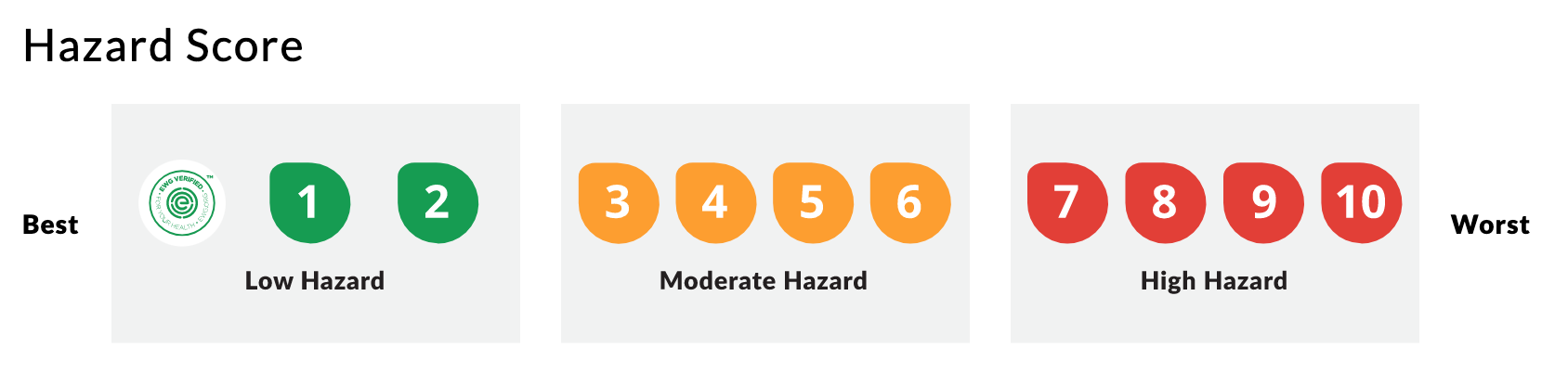
Stupnice EWG

Hinokitiol je široce využíván v celé řadě spotřebních výrobků, jako je: kosmetika, zubní pasty, ústní spreje, opalovací krémy a přípravky na růst vlasů. Jednou z předních značek prodávajících spotřební zboží obsahujících hinokitiol je Hinoki Clinical. Hinoki Clinical byla založena již v roce 1956, tedy krátce po zahájení „průmyslové extrakce hinokitiolu“ v roce 1955. Hinoki má v současné době více než 18 různých produktových řad obsahujících hinokitiol jako přísadu. Jiná značka, konkrétně  „Relief Life“, se pochlubila více než milionem prodejů díky jejich zubní pastě „Dental Series“, která obsahuje hinokitiol. Mezi další významné výrobce produktů obsahujících hinokitiol patří Otsuka Pharmaceuticals, Kobayashi Pharmaceuticals, Taisho Pharmaceuticals nebo SS Pharmaceuticals. Mimo Asii začínají využívat hinokitiol ve spotřebních výrobcích společnosti jako Swanson Vitamins®  na trzích, jako je USA a Austrálie, coby antioxidační sérum ale i v dalších formách. V roce 2006 byl hinokitiol zařazen v Kanadě do seznamu Domestic Substances List jako neperzistentní, nebioakumulativní a netoxický pro vodní organismy. Americká aktivistická skupina Environmental Working Group (EWG) se na svých stránkách složce hinokitiol věnovala a indikovala, že je „nízkým rizikem“ v oblastech, jako jsou „alergie a imunotoxicita“, „rakovina“ a „vývojová a reprodukční toxicita“ a udělila hinokitiolu skóre 1-2. Pro srovnání a na rozdíl od hinokitiolu, propylparaben - složka, která se stále prodává v různých ústních vodách, vykazuje velkou toxicitu a panují obavy o její nebezpečnosti - je pro hormonální disrupce považován Evropskou komisí kromě jiného za lidský endokrinní disruptor a EWG ji na webových stránkách udělilo skóre 9.

### Dr ZinX
Dne 2. dubna 2020 podal australský výrobce oxidu zinečnatého Advance Nanotek spolu s AstiVita Limited souhrnnou patentovou přihlášku pro antivirové složení přípravků pro ústní hygienu, které jako svou hlavní účinnou složku obsahují hinokitiol. Značka, která nyní tento nový vynález používá, se nazývá Dr ZinX a svou kombinaci zinku a hinokitiolu plánuje spustit v roce 2020. Dne 18. května 2020 zveřejnil Dr. ZinX výsledky „Kvantitativního suspenzního testu pro vyhodnocení virucidních účinků pro oblast lékařství“, který přinesl redukci „3,25 log“ (99,9% snížení) za 5 minut v čisté koncentraci proti zástupné náhradě COVID-19 v podobě kočičího koronaviru. Zinek je nezbytným doplňkem stravy a nezbytným stopovým prvkem v těle. Odhaduje se, že 17,3 % světové populace nemá dostatečný příjem zinku.

### Další výzkum
Počátkem roku 2000 výzkumníci zjistili, že hinokitiol může být cenným léčivem, zejména pro inhibici bakterií chlamydia trachomatis. Chemik Martin Burke a jeho kolegové z University of Illinois, z Urbana – Champaign a dalších institucí objevili významný potenciál hinokitiolu pro využití v lékařství. Burke měl za cíl překonat nepravidelný metabolismus železa u zvířat. Nedostatky několika proteinů mohou vést k nedostatku železa v buňkách, neboli k anémii, a nebo mohou mít opačný účinek, což je tzv. hemochromatóza. Při použití geneticky ochuzených kvasinek jako náhražky vědci pozorovali u skupiny malých biomolekul známky transportu železa a tím i buněčného růstu. Právě hinokitiol se projevil tím, že obnovil funkčnost buněk. Další práce týmu se zaměřila na pochopení mechanismu, kterým hinokitiol obnovuje nebo snižuje buněčné železo. Poté svou studii zaměřili na savce a zjistili, že když hlodavci, kteří byli vytvořeni tak, aby u nich chyběly „železné proteiny“, byli krmeni hinokitiolem, získali pak znovu schopnost vstřebávat železo ve střevech. V podobné studii provedené na druhu ryb dánio pruhované obnobila molekula hinokitiolu produkci hemoglobinu. Komentář k práci Burke et al. dal hinokitiolu přezdívku „Iron Man molecule“. Je to trefné a současně i ironické, protože i křestní jméno objevitele hinokitiolu - byl jím Dr. Tetsuo Nozoe - lze do angličtiny přeložit jako „iron man“. Z důvodu zvýšené poptávky po ústně užívaných produktech na bázi hinokitiolu byla vyvinuta výrazná výzkumná aktivita i v oblasti perorální aplikace hinokitiolu. Jedna taková studie, spojená s 8 různými institucemi v Japonsku a nazvaná: "Antibacterial Activity of Hinokitiol Against Both Antibiotic-Resistant and -Susceptible Pathogenic Bacteria That Predominate in the Oral Cavity and Upper Airways" (Antibakteriální účinky hinokitiolu proti patogenním bakteriím, jak rezistentním tak i nerezistentním vůči antibiotikům, které převládají v dutině ústní a v horních cestách dýchacích), dospěla k závěru, že „hinokitiol vykazuje antibakteriální účinky proti široké škále patogenních bakterií a má nízkou cytotoxicitu vůči lidským epiteliálním buňkám.“